# FIRA Trophy 1974-75
El FIRA Trophy de la temporada  1974-75  fue la 2° edición con esta denominación y la 15° temporada del segundo torneo en importancia de rugby en Europa, luego del Torneo de las Seis Naciones.

## FIRA Trophy
| Lugar | Selección      | Partidos | Partidos | Partidos  | Partidos | Puntos  | Puntos    | Puntos | Tabla de puntos |
| Lugar | Selección      | Jugados  | Ganados  | Empatados | Perdidos | A favor | En contra | dif.   | Tabla de puntos |
| ----- | -------------- | -------- | -------- | --------- | -------- | ------- | --------- | ------ | --------------- |
| 1     | Rumania        | 4        | 3        | 1         | 0        | 50      | 31        | +19    | 11              |
| 2     | Francia        | 4        | 3        | 0         | 1        | 108     | 30        | +78    | 10              |
| 3     | Italia         | 4        | 2        | 1         | 1        | 80      | 31        | +49    | 9               |
| 4     | España         | 4        | 1        | 0         | 3        | 31      | 88        | -57    | 6               |
| 5     | Checoslovaquia | 4        | 0        | 0         | 4        | 12      | 106       | -94    | 4               |

| Bandera de Rumania |
| Campeón Rumania    |
| Segundo título     |

## Segunda División
| Lugar | Selección    | Partidos | Partidos | Partidos  | Partidos | Puntos  | Puntos    | Puntos | Tabla de puntos |
| Lugar | Selección    | Jugados  | Ganados  | Empatados | Perdidos | A favor | En contra | dif.   | Tabla de puntos |
| ----- | ------------ | -------- | -------- | --------- | -------- | ------- | --------- | ------ | --------------- |
| 1     | Polonia      | 3        | 3        | 0         | 0        | 68      | 29        | +39    | 9               |
| 2     | Países Bajos | 3        | 2        | 0         | 1        | 78      | 52        | + 26   | 7               |
| 3     | RFA          | 3        | 1        | 0         | 2        | 46      | 72        | -26    | 5               |
| 4     | Marruecos    | 3        | 0        | 0         | 3        | 21      | 60        | -39    | 3               |

| Bandera de Polonia |
| Campeón Polonia    |
| Tercer título      |